# Turcs d'Allemagne
Les Turcs d'Allemagne sont les immigrés (et leurs descendants) venus de Turquie à partir des années 1960. Le 30 octobre 1961, en plein « miracle économique » (Wirtschaftswunder), la République fédérale d'Allemagne et la Turquie signaient à Bad Godesberg une convention sur le recrutement de main d'œuvre. Dix ans plus tard, 652 000 Turcs vivaient en Allemagne.

## Estimations
Selon les statistiques, la communauté turque compte 2 710 000 personnes dont 1 658 083 citoyens turcs vivant en Allemagne (2011) et 840 000 citoyens allemands d'origine turque ayant au moins un parent turc, le reste de la communauté provenant des minorités turques d'autres pays, principalement de Grèce et de Bulgarie.
Les estimations de la population turque totale en Allemagne, y compris celles de descendance partielle, ont varié considérablement parce que le recensement allemand ne recueille pas de données sur l'appartenance ethnique. Les estimations académiques ont souvent varié entre 2,5 et 4 millions. Cependant, depuis la première décennie du XXIe siècle, de nombreux universitaires ont suggéré qu'il y a 4 millions de personnes, ou « au moins » ou « plus de » 4 millions de personnes, d'origine turque totale ou partielle dans le pays, ou formant 5 % de la population totale d'Allemagne de 82 millions d'habitants (ce qui représente 4,1 millions). En outre, plusieurs universitaires[Lesquels ?] ont également distingué la « population liée à la Turquie », qui comprend les minorités ethniques de la Turquie, mais n'inclut pas les populations importantes de communautés turques et ethniques des Balkans, de Chypre et du monde arabe. Les estimations suggèrent que le nombre total de personnes vivant en Allemagne originaires de la Turquie seulement (y compris les minorités ethniques de la Turquie, en particulier les Kurdes) atteint, soit plus de 5 millions de personnes à 5,6 millions de personnes,,.
Certains universitaires citent également les estimations beaucoup plus élevées faites par des responsables européens. Par exemple, Tessa Szyszkowitz cite une estimation par un responsable européen suggérant qu'il y a 7 millions de Turcs vivant en Allemagne, y compris la deuxième génération. Cependant, ils forment la deuxième population turque dans le monde, après la Turquie.[réf. nécessaire]
Ils vivent principalement dans l'ouest de l'Allemagne, notamment en Rhénanie-du-Nord-Westphalie, dans le Bade-Wurtemberg et en Bavière, et sont nombreux dans des villes comme Munich, Cologne, Francfort-sur-le-Main, Stuttgart, Düsseldorf ou encore Duisbourg. Dans l'est du pays, les Turcs d'Allemagne sont surtout nombreux à Berlin, notamment dans le quartier de Berlin-Neukölln et dans l'arrondissement de Mitte.

## Culture
Les Turcs qui ont immigré en Allemagne ont amené leur culture avec leur langue, leur religion, leur nourriture et leurs arts. Ces traditions culturelles ont également été transmises à leurs descendants qui maintiennent ces valeurs. En conséquence, les Turcs d'Allemagne ont également exposé leur culture à la société allemande. Ceci est particulièrement perceptible dans le paysage en développement du pays, avec de nombreux restaurants turcs, épiceries, maisons de thé et mosquées dispersées en Allemagne. De plus, les Turcs en Allemagne ont également été exposés à la culture allemande comme en témoigne l'influence qu'il a exercée dans le dialecte turc parlé par la communauté turque en Allemagne.
La cuisine turque est arrivée en Allemagne au XVIe siècle et a été consommée parmi les cercles aristocratiques. Cependant, la nourriture turque est devenue disponible pour la grande société allemande à partir du milieu du XXe siècle avec l'arrivée des immigrants turcs. Au début des années 1970, les Turcs ont commencé à ouvrir des restaurants de restauration rapide servant des plats populaires en kebab. Aujourd'hui, il existe des restaurants turcs éparpillés dans tout le pays qui vendent des plats populaires comme le doner kebab dans des étals à emporter à des aliments domestiques plus authentiques dans des restaurants à la gestion familiale. De plus, depuis les années 1970, les Turcs ont ouvert des épiceries et des marchés en plein air où ils vendent des ingrédients adaptés à la cuisine familiale turque, comme les épices, les fruits et les légumes.

## Langue
Le turc est la deuxième langue la plus parlée en Allemagne, après l'allemand. Il a été apporté au pays par des immigrés turcs qui le parlent comme première langue. Ils ont principalement appris l'allemand à travers l'emploi, les médias de masse et les milieux sociaux, et il est maintenant devenu une langue secondaire pour beaucoup d'entre eux. Néanmoins, la plupart des immigrés turcs ont transmis leur langue maternelle à leurs enfants et à leurs descendants. En général, les Allemands d'origine turque deviennent bilingues à un âge précoce, apprenant le turc à la maison et l'allemand dans les écoles publiques.
L’allemand parlé par les travailleurs étrangers turcs est parfois qualifié de « Gastarbeiterdeutsch » du fait que ceux-ci maîtrisent mal les règles de base de la langue. Par exemple, le verbe employé se retrouve en position finale alors qu’il devrait être à la position 2 dans une phrase de base allemande (« ich bahnhof gehen » plutôt que « ich gehe zum Bahnhof »).
La langue turque est influencée par l'allemand et y sont ajoutées des structures grammaticales et syntaxiques allemandes. Les parents encouragent généralement leurs enfants à améliorer leurs compétences en turc en assistant à des cours privés ou en choisissant le turc comme matière à l'école. Dans certains Länder, le turc constitue une épreuve optionnelle pour l'Abitur.
Au début des années 1990, un nouveau sociolecte appelé « Kanak Sprak » ou « Türkendeutsch » a été inventé par l'auteur germano-turc Feridun Zaimoğlu pour se référer au dialecte « ghetto » allemand parlé par la jeunesse turque. Elle constitue une forme d’allemand avec des éléments de turc que les jeunes issus des milieux à forte concentration immigrée parlent, indépendamment de leurs origines ethniques. Certains jeunes dont les parents sont Allemands emploient aussi ce dialecte qui devient en quelque sorte leur marque d’appartenance à leur quartier. Ce dialecte se manifeste par l’utilisation d’un vocabulaire simple, une omission des prépositions et des articles et une simplification des verbes couramment employés par des variantes formées des verbes faire, aller et venir (machen, gehen, kommen) par exemple : ich mach dich Krankenhaus (je te fais hôpital) pour dire ich werde dich schlagen (je vais te battre). Une utilisation d’expressions à caractère sexuel comme formes d’insulte en langue turque est aussi privilégiée par les locuteurs de ce dialecte.
Un autre phénomène, celui du « mixing » est audible chez les jeunes des quartiers multiethniques. Cette forme de langage est surtout employée par les groupes dits des « Powergirls », qui se composent de jeunes filles de 15 à 22 ans nées de parents turcs parlant bien souvent un allemand de base. Elles semblent privilégier ce dialecte pour communiquer entre elles. Le « mixing » se manifeste par des phrases avec des mots allemands et turcs en proportion presque égale regroupés en segments qui alternent au fur et à mesure que le locuteur parle. Cette forme d'expression est revendiquée par les « Powergirls », comme façon de sortir de la microsociété des Turcs de leur quartier, qui les limite bien souvent à un rôle de femme au foyer, tout en se démarquant de la majorité allemande qui se montre parfois réfractaire à les considérer comme Allemandes. Elles se créent une nouvelle identité à travers ce dialecte.
Cependant, avec la formation d'une classe moyenne turque en Allemagne, il y a un nombre croissant de personnes d'origine turque qui maîtrisent l'utilisation de l'allemand standard, en particulier dans les universités et les arts.

## Religion
Les Turcs d'Allemagne sont majoritairement musulmans et forment le plus grand groupe ethnique qui pratique l'islam en Allemagne.[réf. nécessaire]
Depuis les années 1960, turc est considéré comme un synonyme du terme « musulman », du fait du « caractère turc » de l'islam en Allemagne. Ceci ce reflète dans l'architecture ottomane/turque de nombreuses mosquées du pays. Environ 2 000 des 3 000 mosquées sont turques, dont 900 sont financées par le Diyanet İşleri Türk İslam Birliği (tr), un bras du gouvernement turc, et le reste par d'autres groupes politiques turcs.[réf. nécessaire]

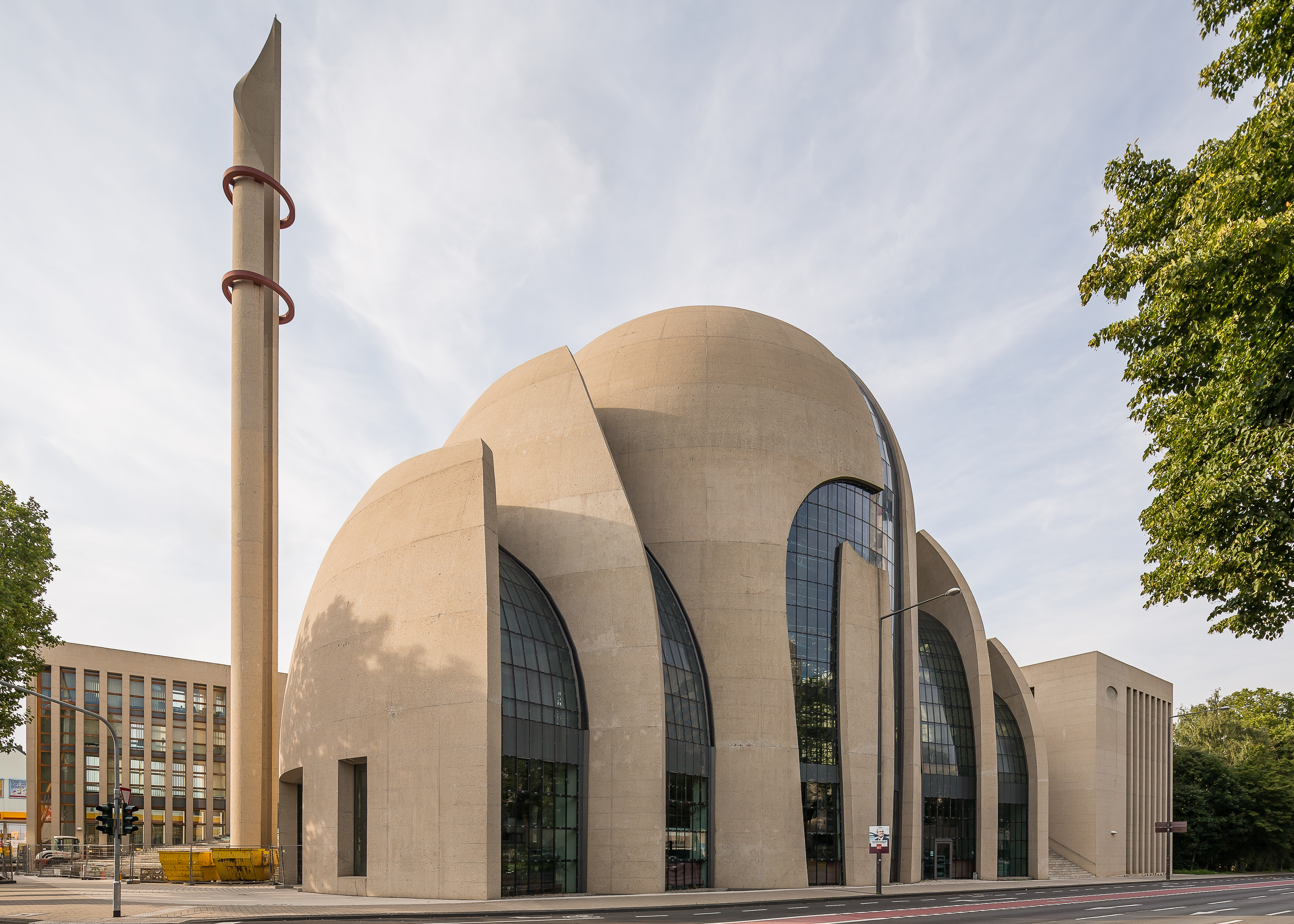
Mosquée de Cologne.

La mosquée centrale de Cologne est la plus grande mosquée d'Allemagne.
Les pratiques religieuses des Turcs d'Allemagne sont souvent liées à leurs convictions politiques. Par exemple, les Turcs qui suivent l'idéologie kémaliste ont tendance à être plus laïcs et ne pratiquent souvent pas leur religion. D'autre part, les partisans d'idéologies plus conservatrices, comme les mouvements Millî Görüş et gülenistes, sont plus susceptibles de pratiquer leur religion. Néanmoins, en général, la religion au sein de la communauté turque est particulièrement importante pour la réassurance ethnique afin de conserver la culture turque plutôt que de pratiquer la foi islamique. Il y a aussi des Turcs qui ne pratiquent pas de religion et s'identifient comme athées ou qui se sont convertis à d'autres religions.[réf. nécessaire]

## Politique

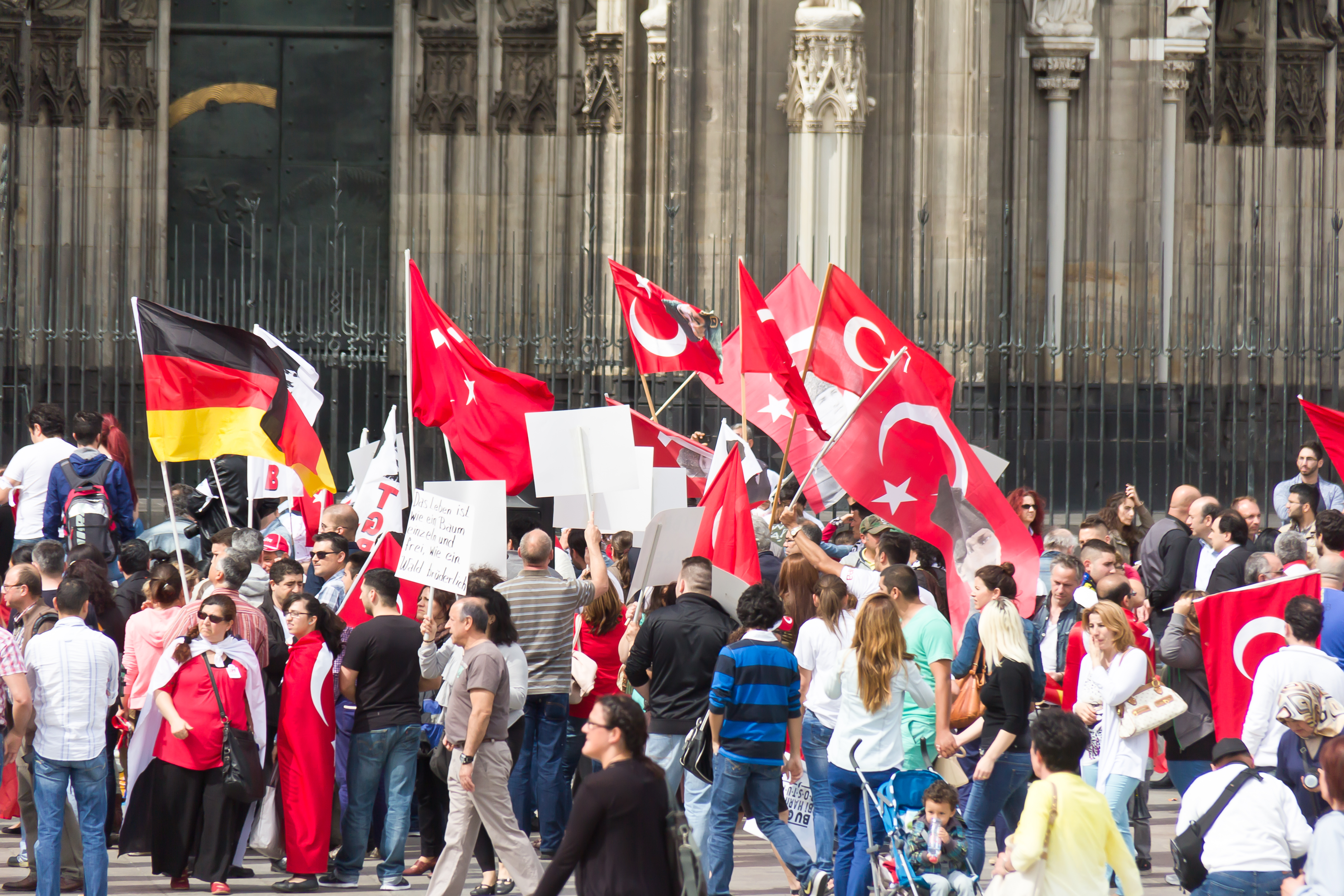
Manifestation turque à Cologne.

En 2017, environ un million de Turcs d'Allemagne détiennent le droit de vote, dont 200 000 à Berlin. Issus de l'immigration des années 1970 des « travailleurs invités », ils votent largement à gauche. En 2017, la dix-huitième législature du Bundestag compte 11 députés d’origine turque.
Lors du référendum constitutionnel turc de 2017, qui renforce les pouvoirs présidentiels de Recep Tayyip Erdoğan, 63 % des 700 000 citoyens turcs vivant en Allemagne et ayant participé au scrutin votent en faveur du projet.
Dans un contexte diplomatique également crispé entre la Turquie et l'Allemagne, portant notamment sur les critiques de Berlin sur l'autoritarisme grandissant du régime turc, Recep Tayyip Erdoğan demande aux Turcs d'Allemagne de ne pas voter pour l'Union chrétienne-démocrate d'Allemagne (CDU), le Parti social-démocrate d'Allemagne (SPD) ou l'Alliance 90 / Les Verts lors des élections fédérales allemandes de 2017, partis qu'il considère comme « ennemis de la Turquie ». L'association des Turcs de Berlin incite les Turcs d'Allemagne à aller voter mais sans donner de consigne, sauf de faire en sorte que le score du parti de droite radicale Alternative pour l'Allemagne soit faible. Les déclarations du président turc créent un divorce entre la communauté turque et leur pays d'adoption. Certains élus d’origine turque le constatent, comme la députée du SPD Cansel Kiziltepe, qui met en cause « une minorité » militante pro-Erdoğan et déclare avoir reçu des menaces : « Des gens me disent qu'ils ne voteront pas pour moi, que j'ai trahi notre peuple ». Le député vert Cem Özdemir confie ne plus prendre de taxi à Berlin, dont les conducteurs sont souvent turcs, la police le lui ayant déconseillé. La députée de la CDU Cemile Giousouf, Gréco-Allemande d'origine turque, note : « Mes affiches sont régulièrement abîmées dans la rue », déplorant la radicalisation d'une frange de cet électorat.
La Turquie retire régulièrement les passeports de ses ressortissants en Allemagne, officiellement pour « propagande terroriste ». La pratique viserait aussi les opposants au président Recep Tayyip Erdoğan. En Allemagne, les services secrets turcs (MİT) instrumentalisent certains groupes criminels originaires de Turquie pour attaquer des sympathisants du PKK ou des opposants turcs au régime de l'AKP. Depuis 2017, la Belgique, l'Allemagne et la France accroissent leur coopération judiciaire afin « d’empêcher les agents du MIT d’agir à leur guise en surveillant et en liquidant les principaux chefs du Parti des travailleurs du Kurdistan (PKK) ».
En 2021, Cem Özdemir devient le premier ministre fédéral allemand issu de l'immigration turque.

## Crime

### Attaques contre les Turcs
La période de la réunification allemande a été marquée par une forte augmentation des attaques violentes contre les Turcs d'Allemagne . Une série d'incendies criminels, de bombardements et de fusillades ont les visés dans les espaces publics et privés, comme dans leurs maisons, les centres culturels et des entreprises. Par conséquent, de nombreuses victimes ont été tuées ou gravement blessées par ces attaques.[réf. nécessaire]
Le 27 octobre 1991, Mete Ekşi (de), étudiante de 19 ans de Kreuzberg, est attaquée par trois frères allemands néo-nazis. Ses funérailles en novembre 1991 réunissent 5 000 personnes. Un an plus tard, le 22 novembre 1992, deux filles turques, Ayşe Yılmaz et Yeliz Arslan, et leur grand-mère, Bahide Arslan, sont tuées dans un incendie criminel déclenché par deux néo-nazis dans leur maison de Mölln. Ce meurtre débouche sur la période des « chaînes de bougies », lors desquelles plusieurs centaines de milliers de personnes participent à des manifestations condamnant des infractions xénophobes à travers toute l'Allemagne.
Le 9 mars 1993, Mustafa Demiral (de), 56 ans, est attaqué par deux néonazis à un arrêt de bus à Mülheim. Un des attaquants pointe un pistolet sur la victime et appuie plusieurs fois sur la gâchette mais aucune balle n'est tirée. Néanmoins, Mustafa Demiral fait une crise cardiaque et meurt sur les lieux du crime. Deux mois plus tard, le 28 mai 1993, quatre Allemands néo-nazis mettent le feu à la maison d'une famille turque à Solingen. Trois filles et deux femmes meurent et 14 autres membres de la famille élargie sont gravement blessés. L'attentat à la bombe de Solingen a conduit à des manifestations dans plusieurs villes. L'attaque et les manifestations sont largement diffusées par les médias allemands et turcs. Cependant, le chancelier allemand Helmut Kohl n'assiste aux enterrements, ce pourquoi il est critiqué par l'opinion publique et les médias.
Malgré les manifestations de masse de 1992 et 1993, les attaques néo-nazies contre les Turcs continuent pendant les années 1990. Par exemple, le 18 février 1994, la famille Bayram est attaquée à la porte de chez elle par un voisin néo-nazi à Darmstadt, qui assassine le père de famille. L'attaque ne fait pas l’objet d'une couverture médiatique jusqu'à ce que l'une des victimes, Aslı Bayram, soit couronnée Miss Allemagne en 2005.[réf. nécessaire]
Les attaques néo-nazies contre les Turcs persistent au XXIe siècle. Entre 2000 et 2006, plusieurs commerçants — huit Turcs et un Grec — sont tués lors d'attaques dans de nombreuses villes d'Allemagne. Ces attaques sont communément appelées les « meurtres en série du Bosphore » (Bosporus-Morde) ou les « meurtres de Döner » (Dönermorde). Initialement, les médias allemands soupçonnent des règlements de comptes entre gangs turcs. Cependant, en 2011, il est révélé que les meurtriers appartiennent à l'organisation néo-nazie Nationalsozialistischer Untergrund. Ce groupe était également responsable de l'attentat de Cologne en juin 2004 qui blesse 22 personnes turques.
Le 3 février 2008, neuf Turcs, dont cinq enfants, meurent dans l'incendie à Ludwigshafen du Centre culturel turc où vivent deux familles. La cause de l'incendie aurait été un défaut électrique. Cependant, la police trouve des graffitis néo-nazis sur les lieux de l’incendie. La chancelière Angela Merkel est critiquée pour ne pas assister à une manifestation à la mémoire des victimes à laquelle participent 16 000 personnes.[réf. nécessaire]
Toutes les attaques contre les Turcs ne sont pas perpétrées par des Allemands néo-nazis. Par exemple, l'auteur de la fusillade de masse à Munich le 22 juillet 2016 est un Irano-Allemand qui vise délibérément des personnes d'origine turque et arabe. Ce jour-là, il tue neuf personnes, dont quatre d'origine turque : Leyla, 14 ans, Selçuk Kılıç, 17 ans, et Sevda Dağ, 45 ans, ainsi que Hüseyin Dayıcık, 19 ans, ressortissant grec d'origine turque.

## Turcs d'Allemagne célèbres

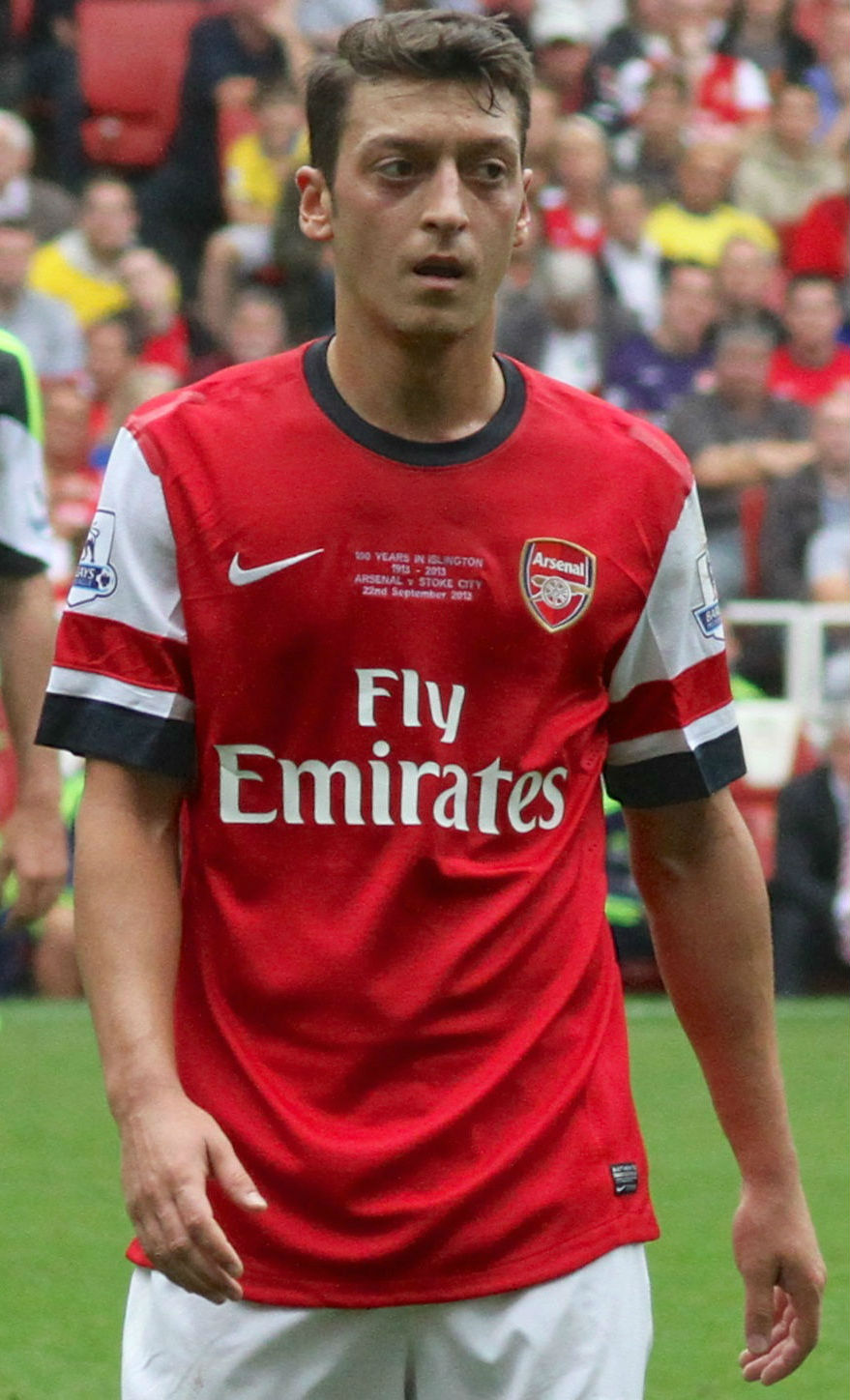
Mesut Özil.

- Fatih Akın
- Lale Akgün
- Serhat Akın
- Halil Altıntop
- Hamit Altıntop
- Firat Arslan
- Volkan Arslan
- Erdoğan Atalay
- Hüseyin Kenan Aydın
- Hakan Balta
- Deniz Barış
- Yıldıray Baştürk
- Ali Bilgin
- Emin Boztepe
- Ümit Davala
- Ekin Deligöz
- Mithat Demirel
- Kemal Derviş
- Alparslan Erdem
- Malik Fathi
- Ceyhun Gülselam
- Özer Hurmacı
- Uğur İnceman
- Metin Kaplan
- Semih Kaplanoğlu
- Ümit Karan
- Ilkay Gündogan
- Necla Kelek
- Hakkı Keskin
- Umut Koçin
- Tayfun Korkut
- Tevfik Köse
- İlhan Mansız
- Ersen Martin
- Leyla Onur
- Cem Özdemir
- Mesut Özil
- Akif Pirinçci
- Mehmet Scholl
- Nuri Şahin
- Hakan Serbes
- Muhammed Suiçmez
- Tarkan
- Serdar Taşçı
- Selim Teber
- Volkan Yaman
- Birol Ünel
- Mehmet Yozgatlı
- Zah1de